# Almanaque real
Almanaque real (en francés:Almanach royal) es un anuario de la administración francesa, fundado en 1683 por el librero Laurent d'Houry, publicado bajo este título de 1700 a 1792. Luego bajo otros diversos títulos (Annuaire impérial, etc.) de 1793 a 1919.
Todos los años presentaba, en el orden oficial de precedencia, la lista de los miembros de la familia de la casa real de Francia, los príncipes de sangre y de los principales cuerpos del reino: Grandes oficiales de la corona, miembros del alto clero, abades de las grandes abadías —con los ingresos de cada abadía—, mariscales de Francia, coroneles y oficiales generales, embajadores y cónsules de Francia, presidentes de las principales jurisdicciones, consejeros de Estado, banqueros, etc.
A pesar de su carácter poco atractivo, por tratarse de una serie de listas nominativas, fue ampliamente difundida a un público lector compuesto esencialmente por financieros, políticos y todos aquellos que tenían interés en conocer la organización administrativa de Francia.
Aunque se publicó por iniciativa de un editor privado, la inclusión en las listas del Almanaque Real era oficial y, por lo tanto, se castigaban los abusos. Así, Pierre Joly, fue internado en la Bastilla a finales del siglo XVIII por haber usurpado el oficio de banquero al figurar como tal en el Almanaque real.
Su edición ordinaria era en formato  
octavilla con una encuadernación de cuero decorada con una flor de lis dorada.

## Historia

### Fundación a petición del rey

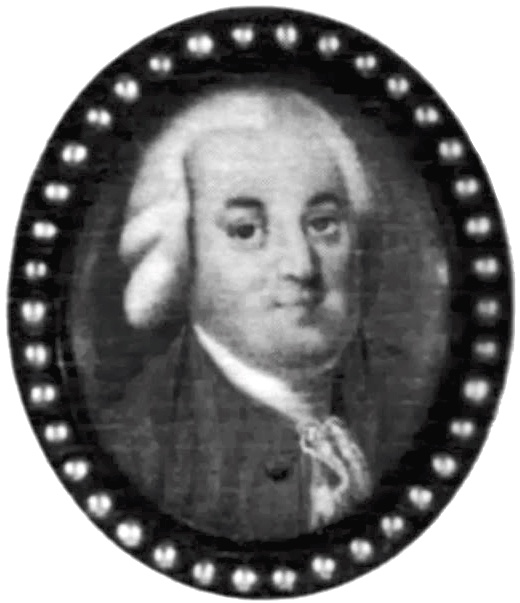
Laurent d'Houry creador del Almanaque real.

Laurent d'Houry imaginó un almanaque o calendario en 1683. Las primeras ediciones contenían únicamente unas pocas páginas con un calendario y presagios para el próximo año. La última edición en esta forma, en 1699, ya muestra algunas listas que prefiguran el Almanaque Real que vendría. Se trata de las listas de los consejeros ordinarios de Estado con sus residencias, de los comisarios del Consejo, de los interventores generales y de los administradores de finanzas, de la cancillería, de los arzobispos y obispos de Francia, de las universidades, así como de la lista de las principales ferias, de las sesiones de los tribunales de París y del diario del Palacio, y finalmente de las direcciones de los mensajeros y de los correos con indicación de los días de salida.
En 1699, Luis XIV pidió que el autor le presentara su obra en detalle. Así es como su viuda explica estos comienzos:

Luis XIV, de gloriosa memoria habiendo deseado este Almanaque, pidió al autor, que tuvo el honor de presentarlo a Su Majestad: esto es lo que lo determinó a darlo bajo el título de Almanaque Real, y hacer de esta obra su principal ocupación.

El mismo año Louis Tribouillet, capellán del rey y canónigo de Meaux, publicó su Estado de Francia. Este trabajo describe en detalle el funcionamiento de la corte del rey, todos sus ministros, los salarios que reciben, los diversos gastos del estado, el clero, etc.
La primera edición del Almanaque Real apareció en 1700, al mismo tiempo que otro anuario, el Calendario de la Corte de Jean Colombat, uno de los impresores del rey. Los parisinos podían entonces elegir entre tres directorios de contenido similar: el Almanaque Real d'Houry, el Calendario de la Corte de Colombat y el Estado de Francia de Tribouillet. En aquella época, la corte que rodeaba a Luis XIV era muy jerárquica, desde la ampliación del Palacio de Versalles en 1684, había ido creciendo constantemente. En este contexto, el reconocimiento de los pares es un bien precioso «si alguien acaba de ser colocado en una nueva posición, es una avalancha de alabanzas a su favor que inunda los patios y la capilla (...) pero es entonces cuando la envidia y los celos hablan como adulación». Se comprende la necesidad de mantener actualizados los directorios para que todos puedan seguir la evolución de todo ese mundo. La multiplicidad de estas publicaciones afirma así el deseo del rey de remitir «oficialmente» a sus cortesanos a oficinas creadas para mantenerlos a su lado, en Versalles, y para entretenerse de los celos de unos y otros.

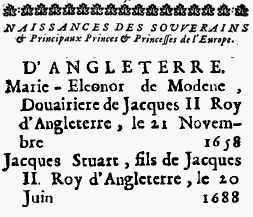
El «olvido» de 1716.

Aunque el rey diera su aprobación, la publicación de tal obra no estaba exenta de riesgos. En diciembre de 1708, Laurent d'Houry fue procesado por haber establecido una imprenta en su casa y obligado a vender su equipo dos meses después. Luego, en febrero de 1716, fue encarcelado en la Bastilla por denuncia del conde de Stairs, embajador de Inglaterra. «por haber faltado al respeto al rey Jorge II de Gran Bretaña en su almanaque al no nombrarlo como rey de Inglaterra, o más bien de Gran Bretaña», y por haber mencionado como rey al Jacobo Francisco Eduardo Estuardo hijo de Jacobo II de Inglaterra, exiliado en Saint-Germain-en-Laye.

### Confirmación de un monopolio

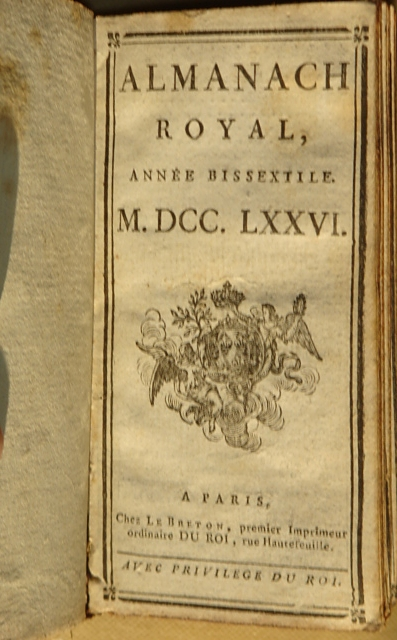
Frontispicio del Almanaque Real abreviado, 1776.

El Almanaque Real y el Calendario de la Corte convivieron pacíficamente durante diez años y aportaron a sus autores mucho dinero, pero a partir de 1710, Laurent d'Houry incluyó cada vez más títulos similares de la obra de Colombat. El conflicto estalló en 1717 cuando Houry publicó su Almanach Abrégé/Almanaque abreviado, que seguía el formato del Calendario de la Corte y, al mismo tiempo, presentó una demanda contra su competidor. Se dictó la sentencia de Salomón: si en adelante se prohibía a d'Houry continuar la publicación de su Almanaque abreviado y falsificar el Calendario de la Corte, Colombat estaba obligado a congelar el formato de su calendario y se le prohibía aumentar su contenido. Esto detuvo cualquier evolución del Calendario de la Corte y dejó el camino libre al Almanaque...
Cuando Laurent d'Houry murió en 1725, su familia se quedó sin recursos. Los ingresos de las ventas del Almanaque no fueron suficientes para cubrir los gastos de la imprenta y la librería. En estas condiciones, su viuda, Élisabeth Dubois, se hizo cargo del negocio. Su hijo Charles-Maurice, que hasta entonces había sido un mero corrector de las pruebas del Almanaque, intentó destituir a su madre y la demandó. Preparó la edición de 1726, pero una sentencia le prohibió publicarla únicamente con su nombre. Esta sentencia del 11 de diciembre de 1726 le prohibía incluso perturbar los asuntos de su madre y participar de cualquier manera en la preparación del Almanaque. Es por eso que Charles-Maurice es mencionado como el editor del Almanaque en la edición de 1726.
En 1731, presentó una nueva demanda contra Colombat, que había aumentado su calendario a pesar de la prohibición de 1717. El caso fue desestimado, pero se reanudó la publicación del «Abreviado» y Colombat, a su vez, presentó una denuncia; se aceptó abandonar la publicación del Abreviado «si Colombat volvía al formato de 1718». Las peleas se extinguieron con la muerte de las partes.
Como el privilegio del Almanaque estaba a punto de expirar, Charles-Maurice d'Houry hizo un último intento de apoderarse de él, pero una carta real del 27 de marzo de 1744 confirmó definitivamente a André-François Le Breton como el único propietario legítimo.

### Hegemonía familiar de 131 años

#### La dirección de André Le Breton

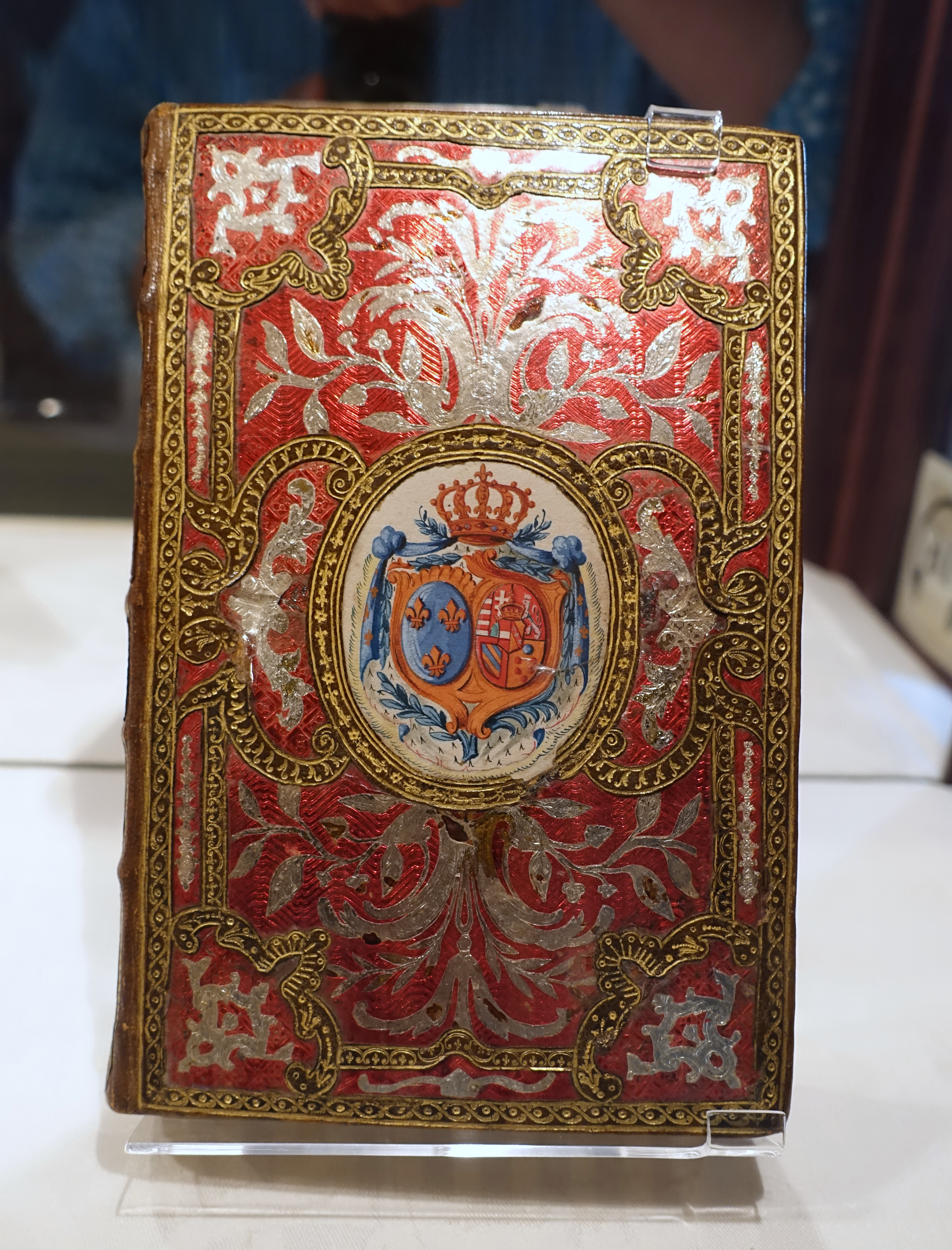
Almanaque real 1778 editado por Le Breton, propiedad de María Antonieta cuyas armas adornan la cubierta.

En 1728, la viuda de Houry asoció a su nieto André-François Le Breton, entonces de 18 años y huérfano bajo la tutela de Charles-Maurice d'Houry. André-François había heredado, según el testamento de Laurent d'Houry, la mitad de los derechos del Almanaque, y su viuda heredó el resto.
Bajo su dirección, el Almanaque tomó un nuevo impulso y se enriqueció con nuevas columnas, lo que a veces no estuvo exento de dificultades. Por ejemplo, en 1768, tuvo una disputa con Voltaire, que le envió una carta incendiaria:

Le digo lo mismo a Le Breton, impresor del Almanaque Real: no le pagaré el almanaque que me vendió este año. Tuvo la grosería de decir que el señor Presidente..., el señor Consejero..., vive en el callejón sin salida de Ménard, en el callejón sin salida de los Blancs-Manteaux, en el callejón sin salida del Invernadero. (...) ¿Cómo puedes decir que un presidente serio vive en un callejón sin salida?

En 1773, Le Breton trasladó su imprenta a un ala del antiguo Hôtel d'Alègre, en el 13 rue de Hautefeuille, que había adquirido a Guillaume-Louis Joly de Fleury y que hasta entonces había sido ocupada por el embajador de Portugal.
A finales del siglo XVIII, las condiciones climáticas eran pésimas y las cosechas de trigo malas. El precio de este alimento básico aumentó desproporcionadamente. Desde hacía algún tiempo, había rumores de que el gobierno tenía el monopolio del trigo, que se dice que hace que el producto sea caro. Este rumor se hizo desafortunado cuando Le Breton, en su edición de 1774, añadió un «Tesorero de los granos en la cuenta del Rey» en la persona de Sr Mirlavaud. La edición del Almanaque había sido releída y aprobada por la Cancillería, pero incluso así fue condenado a cerrar su negocio durante tres meses y publicar una edición corregida, sin la línea impugnada.
En 1777, Le Breton fue acusado una vez más de haber insertado informaciones consideradas subversivas. Según sus detractores, citó a «Fleuri & les Polissons de Vergès & de Vaucresson» entre los fiscales y procuradores generales del Parlamento de París, personas que habían participado en una reforma del parlamento llevada a cabo por Maupeou contra la venalidad de los parlamentarios, querida por Luis XV, pero anulada por Luis XVI. En reprimenda, Le Breton fue condenado a sustituir una hoja del artículo por otra, en los Almanaques que todavía no se habían vendido, y a sustituir gratuitamente el controvertido Almanaque por parte de quienes así lo solicitaran.
Murió el 4 de octubre de 1779, y su primo, Laurent-Charles d'Houry, hijo de Charles-Maurice d'Houry, se hizo cargo de la librería.

#### Período de la Revolución francesa

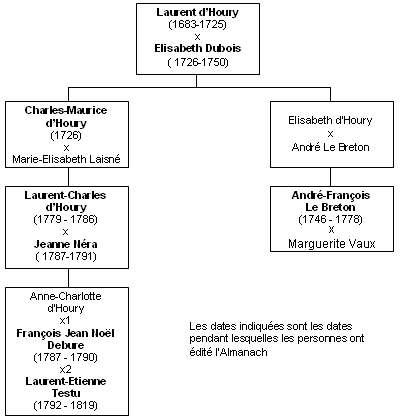
Genealogía de la familia de impresores d'Houry.

El privilegio concedido a la familia d'Houry para el Almanaque se vio amenazado en 1789 cuando Camille Desmoulins, en su Discours de la Lanterne aux Parisiens, declaró que cesaría en favor de Baudouin, otro editor parisino. Esta amenaza no se llevó a cabo ya que el Almanaque se quedó con la familia Houry. Mirando las publicaciones de la época, se puede ver, sin embargo, que Baudouin obtuvo las impresiones de la Asamblea Nacional Constituyente y otros órganos del Estado.

#### Última generación de los Houry
Tras la muerte de Jeanne Néra, viuda de Laurent-Charles d'Houry, el Almanaque pasó a manos de François-Jean-Noël Debure, esposo de Anne-Charlotte d'Houry, su hija. La deuda proviene de una gran y rica familia de libreros parisinos, aliados en particular con la familia Didot. Es impresor desde 1784 con el título de Impresor del Duque de Orleans.
Debure se hace cargo por un tiempo de la imprenta de la familia d'Houry, pero sus otros negocios están en dificultades y se ve obligado a quebrar. Con el fin de preservar la propiedad heredada de su familia, Anne-Charlotte d'Houry inicia un procedimiento de separación. En noviembre de 1791 se declaró en quiebra y se opuso a los acreedores para preservar su herencia; esta oposición fue en vano y una sentencia autorizó a los acreedores a embargar sus muebles, pero no pareció necesario porque una sentencia posterior le permitió recuperar los bienes que los acreedores no le habían embargado a su marido.
François-Jean-Noël Debure murió en 1802 en el Loiret. Sin embargo, según varias fuentes, murió en 1795. Tal vez simplemente se había ido sin dejar una dirección.
Laurent-Étienne Testu había trabajado como empleado en la casa de la familia Debure desde 1788, y poco a poco se había ganado la confianza de la familia, Debido a la ausencia de Debure, Anne-Charlotte se encuentra sola con sus dos hijos. A pesar de su gran diferencia de edad —él era 20 años más joven que ella— se casó con Testu en julio de 1795. Testu usó su conocimiento del oficio para convencerla de que le diera la dirección de la imprenta. En 1797, aceptó y le ofreció los derechos del Almanaque a cambio de una anualidad perpetua de 800 francos, luego renunció al Almanaque completamente. Esta afluencia de dinero, parece darle la vuelta a Testu mientras juega y disfruta de la vida fácil, descuida la gestión de su establecimiento y, constantemente falto de dinero, contrata numerosos préstamos, lo que arruina poco a poco su negocio. Las relaciones con su esposa son tensas ya que deja el hogar marital en septiembre de 1801, y los únicos lazos que la pareja tiene ahora están ligados a los muchos pleitos en los que están envueltos.
En 1810, Testu vendió secretamente los derechos del Almanaque a Guyot, con quien se asoció. Anne-Charlotte d'Houry se opuso a esta venta, que consideraba una usurpación, pero perdió la demanda en 1812. A cambio, ella obtiene una anualidad de 1200 francos que Testu no paga, en efecto, una sentencia de 1820 lo declara deudor de más de 90 000 francos. En 1814, debido a la importancia de las sumas invertidas por Guyot en el asunto, una orden le confirma como propietario del Almanaque, una copia de esta orden se imprime al final de las obras siguientes., puis par Guyot & Scribe Testu obtiene sin embargo de Guyot el reembolso de sus deudas y una renta vitalicia de 2400 francos.
En 1820, Guyot despidió a Testu de los negocios e incluso dejó de pagarle su anualidad vitalicia. En 1823, Testu, una vez más falto de dinero, se volvió contra su esposa y le exigió que volviera a la casa matrimonial y asumiera todos los gastos de la casa, o, en su defecto, le pagara una renta vitalicia de 6000 francos. Los jueces rechazaron la demanda de Testu por la casa matrimonial, dado que él mismo la había abandonado 22 años antes, y que no tenía una vivienda decente que ofrecer a su esposa, a pesar de que ella ya vivía en una casa muy hermosa, pero incluso así obligó a su esposa, que todavía era muy rica, a pagarle una anualidad de 1800 francos, citando la «solidaridad entre los cónyuges».
La hegemonía de la familia d'Houry sobre el Almanaque creado en 1683 cesó así definitivamente en 1814 cuando, por ordenanza, el negocio fue transferido a la asociación Guyot-Testu. Anne-Charlotte d'Houry murió el 22 de julio de 1828 a los 83 años de edad.

### Fin de la edición (1867-1919)
En 1867, la edición del Almanaque fue transferida a la viuda Berger-Levrault, que ya publicaba el Annuaire diplomatique de l'empire français y el Annuaire militaire de l'empire français, ambos publicados como el Almanaque según documentos proporcionados por la administración.
La edición del Almanaque se detuvo definitivamente en 1919 después de cuatro años de interrupción debido a la Primera Guerra Mundial; este último número cubre los años 1915 a 1919. Los motivos del cese de la publicación no se dan en documentos, pero se puede admitir que la combinación del gran volumen del anuario —más de 1650 páginas en 1900— y el difícil período que atravesaba la economía y la política francesas en esa época, debió hacer que la gestión de tal volumen de información fuera extremadamente compleja y poco rentable para el editor. También es posible que el nuevo gobierno surgido de las elecciones legislativas de 1919 ya no apoyara el desarrollo del Almanaque.

### Reutilización contemporánea del título (1975-2020)
El título de Almanaque real se ha utilizado desde 1975 para dar el estado de la familia principesca Borbón y sus oficiales. Este anuario ya no incluye la declaración anual de todos los organismos eclesiásticos —diócesis, abadías—, gubernamentales, judiciales, militares, diplomáticos, administrativos y civiles —comunidades de comercio, academias, escuelas,...—, con sus jefes y oficiales.
Hervé Pinoteau, canciller y secretario del legítimo aspirante al trono de Francia —Alfonso de Borbón (1936-1989), Duque de Anjou y Cádiz—- retomó el título para publicar a partir de 1975 un État présent de la Maison de Bourbon, que afirma servir de suite à l’Almanach royal de 1830 et à d'autres publications officielles de la Maison —Maison: Casa de Borbón en Francia—, y que incluyeron cinco ediciones sucesivas, aparecieron hasta 2012.
En 2018, el blog orleísta La Couronne, publicó en línea un libro titulado Almanach royal de la Couronne, presentado como una continuación del Almanaque real de 1848. Al año siguiente, el blog publicó la segunda edición de su trabajo con una versión impresa.
En 2019, el blog del Cercle d'union légitimiste de Normandie, publicó en línea un Almanaque real l'année bissextile M. M. XX [2020].

## Un contenido cada vez más rico y preciso

### Secciones delAlmanaque
El Almanaque o Calendario, como se llamaba en sus primeras ediciones, era un simple calendario con secciones sobre eventos astronómicos, días de ferias, el diario del Palacio, la residencia de los mensajeros, la salida de los mensajeros, las tarifas de las monedas y la lista de las oficinas de los coleccionistas. Después de su presentación al rey en 1699, se añadieron constantemente numerosas columnas, en particular sobre el clero, la familia real de Francia, las familias soberanas de otras naciones, los oficiales, los embajadores, etc.
En 1705, d'Houry añadió la lista de los Caballeros del Espíritu Santo y los Pares y Mariscales de Francia. En 1707, es el estado del clero y luego, en 1712, el nacimiento de los soberanos, príncipes y princesas de Europa. Después de la muerte de Luis XIV, Felipe II de Orleans, Duque de Orleans, que se había convertido en regente, hizo que los miembros de la Casa de Orleans se añadieran a la lista de miembros de la familia real. Más tarde, inscribió, además de la suya, toda la casa de la reina y los príncipes.
No es posible describir todas las entradas de un Almanaque porque hay muchas; por ejemplo, la tabla del contenido de 1780 tiene diez páginas:
| Table des matières de l’almanach de 1780 (Tabla de contenido del almanaque de 1780) |  |  |  |  |
|                                                                                     |  |  |  |  |
|                                                                                     |  |  |  |  |

El Almanaque real también se mantiene al día con los avances científicos. A mediados del siglo XVIII, la precisión de los relojes mejoró y muchos aficionados ricos comenzaron a observar y estudiar las estrellas. Es esencial para ellos conocer con precisión la diferencia entre la verdadera hora solar en los relojes de sol y la hora solar media en los relojes de péndulo, especialmente desde la introducción de los relojes de segundos. Esta es la ecuación del péndulo, también llamada la ecuación del tiempo, cuya tabla se suma un poco antes de 1750.
Con la Revolución francesa, el Almanaque real cambia de título y su contenido se modifica para corresponder a las nuevas instituciones.
La abolición de todas las distinciones obliga a una completa reelaboración de las secciones, el calendario de la era común es sustituido por el calendario republicano francés, el lugar reservado a los reyes y príncipes de Europa es sustituido por un registro de los pujantes amigos de Francia, los órganos administrativos del poder real son sustituidos por los nuevos ministerios, etc.
El contenido cambia de nuevo con las reformas del Consulado y del Primer imperio francés, la Restauración, los Cien Días, la Monarquía de Julio, la Segunda República Francesa seguida por el Segundo imperio, y luego la Tercera República que ve el final de la edición del Almanaque. Cada vez, las fijaciones toman la librea de los períodos.
A medida que el número de secciones continúa aumentando, el número de páginas sigue la misma tendencia: había alrededor de un centenar en 1699, casi quinientas en 1760 y setecientas justo antes de la Revolución francesa. La marca de las mil páginas se pasó en 1840, para superar las mil seiscientas en 1900. En promedio, se citan unos treinta nombres por página, el número total de personas o lugares enumerados cada año se cuenta en decenas de miles, pero ninguna tabla patronímica permite buscar rápidamente un nombre en particular.
Todas sus modificaciones lo convierten en una obra muy útil para los historiadores, que pueden seguir, año tras año, los ministerios y otros órganos administrativos, los movimientos de personas en estas oficinas, y los detalles de la organización de los servicios públicos para un parisino —como la ubicación de los buzones de correo, los horarios y las tarifas de los autocares y los mensajeros reales—.

### Cronología de los 237 años de publicación delAlmanaque
Tras la muerte de Laurent d'Houry, sus descendientes continuaron su trabajo hasta 1814. La edición continuó hasta 1919. Sería tedioso describir en frases la evolución del Almanaque a lo largo de los 237 años transcurridos desde la primera edición de Laurent d'Houry en 1683, de ahí la elección de esta tabla de presentación.
A lo largo de su existencia, el Almanaque habrá pasado por 11 regímenes políticos, cambiado de editor 14 veces y de título 9 veces.
| Año  | Año  | Régimen                                             | Editor                                                                                     | Título                                                          | Comentarios |
| ---- | ---- | --------------------------------------------------- | ------------------------------------------------------------------------------------------ | --------------------------------------------------------------- | --- |
| 1683 | 1699 | Luis XIV                                            | Laurent d'Houry                                                                            | Almanac ou Calendrier                                           | Muy raros |
| 1700 | 1725 | Luis XIV Felipe II de Orleans Luis XV               | Laurent d'Houry                                                                            | Almanach royal                                                  | |
| 1726 | 1726 | Luis XV                                             | Viuda d'Houry y Charles-Maurice d'Houry, su hijo                                           | Almanach royal                                                  | |
| 1727 | 1745 | Luis XV                                             | Viuda d'Houry                                                                              | Almanach royal                                                  | |
| 1746 | 1750 | Luis XV                                             | Viuda d'Houry y André Le Breton, su hijo pequeño                                           | Almanach royal                                                  | |
| 1751 | 1779 | Luis XV Luis XVI                                    | André Le Breton                                                                            | Almanach royal                                                  | El año 1774 se publicó dos veces, una con la mención del «Tesorero de los granos en la cuenta del Rey» en la página 553, la otra sin ella. El año 1777 se corrigió en febrero y algunos ejemplares fueron «de tapa dura» en las páginas 574, 576 y 577.                                                           |
| 1780 | 1786 | Luis XVI                                            | Laurent-Charles d'Houry, hijos de Charles-Maurice d'Houry                                  | Almanach royal                                                  | |
| 1787 | 1790 | Luis XVI                                            | Viuda d'Houry, viuda de Laurent-Charles, asociada con François-Jean-Noël Debure, su yerno. | Almanach royal                                                  | |
| 1791 | 1791 | Luis XVI                                            | Viuda d'Houry                                                                              | Almanach royal                                                  | Contiene en el frontispicio un mapa de Francia con sus primeros 83 departamentos. |
| 1792 | 1792 | Primera República                                   | Laurent-Étienne Testu, yerno de Laurent-Charles d'Houry                                    | Almanach royal                                                  | Contiene en el frontispicio un mapa de Francia con sus primeros 83 departamentos. |
| 1793 | 1804 | Primera República                                   | Laurent-Étienne Testu, yerno de Laurent-Charles d'Houry                                    | Almanach national de France                                     | Del año II al año XII. El año IV es extremadamente raro y, la mayoría de las veces, en muy mal estado. El almanaque de Ano VIII se vendía con un suplemento de 96 páginas que debía adquirirse por separado, no todos los libros encuadernados lo contienen necesariamente, y por lo tanto solamente 650 páginas. |
| 1805 | 1809 | Primer imperio                                      | Laurent-Étienne Testu, yerno de Laurent-Charles d'Houry                                    | Almanach impérial                                               | An XIII para 1805. |
| 1810 | 1813 | Primer imperio                                      | Laurent-Étienne Testu & Cie                                                                | Almanach impérial                                               | |
| 1814 | 1819 | Primera Restauración Cien Días Segunda Restauración | Laurent-Étienne Testu & Cie                                                                | Almanach royal                                                  | Los años 1814 y 1815 están agrupados en un único volumen. Unos pocos ejemplares raros de este doble volumen contienen un suplemento que describe la administración de los [Cien Días], lo que los hace muy valiosos.                                                                                              |
| 1820 | 1824 | Segunda Restauración Monarquía de Julio             | M.-P. Guyot                                                                                | Almanach royal                                                  | |
| 1825 | 1830 | Segunda Restauración Monarquía de Julio             | A. Guyot & Scribe                                                                          | Almanach royal                                                  | |
| 1831 | 1847 | Segunda Restauración Monarquía de Julio             | A. Guyot & Scribe                                                                          | Almanach royal et national                                      | |
| 1848 | 1852 | Segunda República                                   | A. Guyot & Scribe                                                                          | Almanach national, annuaire de la République française          | Los años 1848 y 1849 están publicados con el anuario de 1850. |
| 1853 | 1866 | Segundo Imperio                                     | A. Guyot & Scribe                                                                          | Almanach impérial                                               | |
| 1867 | 1870 | Segundo Imperio                                     | Viuda Berger-Levrault e hijos                                                              | Almanach impérial                                               | |
| 1871 | 1919 | Tercera República                                   | Berger-Levrault & Cie                                                                      | Almanach national, annuaire officiel de la République française | Las efemérides dejaron de imprimirse a partir de 1874. Los años 1915 a 1919 se publican en un único volumen. |

## Publicación

### Recopilación de información
Desde su creación en 1700, tras una petición real, el Almanaque inventado por Laurent d'Houry ha sido una obra oficial.
Hasta la Revolución francesa, se invita cordialmente a los colaboradores a proporcionar información en la librería, como se indica en la nota del impresor en las primeras páginas del Almanaque. En 1771, por ejemplo, el Journal historique de la Révolution afirma que el Colegio de abogados, en la persona de un tal Gerbier, afirmó que «nada se cambiaría en el orden de la Tabla, & que se imprimiría en el Almanaque Real tal como apareció el año pasado, eliminando únicamente a los difuntos.»
Con la Revolución francesa, se dieron órdenes a las administraciones de proporcionar toda la información al editor. En 1802, Testu, obtuvo incluso la exclusiva.
Más tarde, la recogida de información para la obra, pasó incluso a formar parte del presupuesto de funcionamiento de los ministerios, como puede verse en una ordenanza del 31 de diciembre de 1844, firmada por Luis Felipe I «sobre la organización de la administración del Ministerio de la Marina», cuyo artículo 6 enumera en las partidas presupuestarias «la formación del Real Almanaque».

### Tipografía

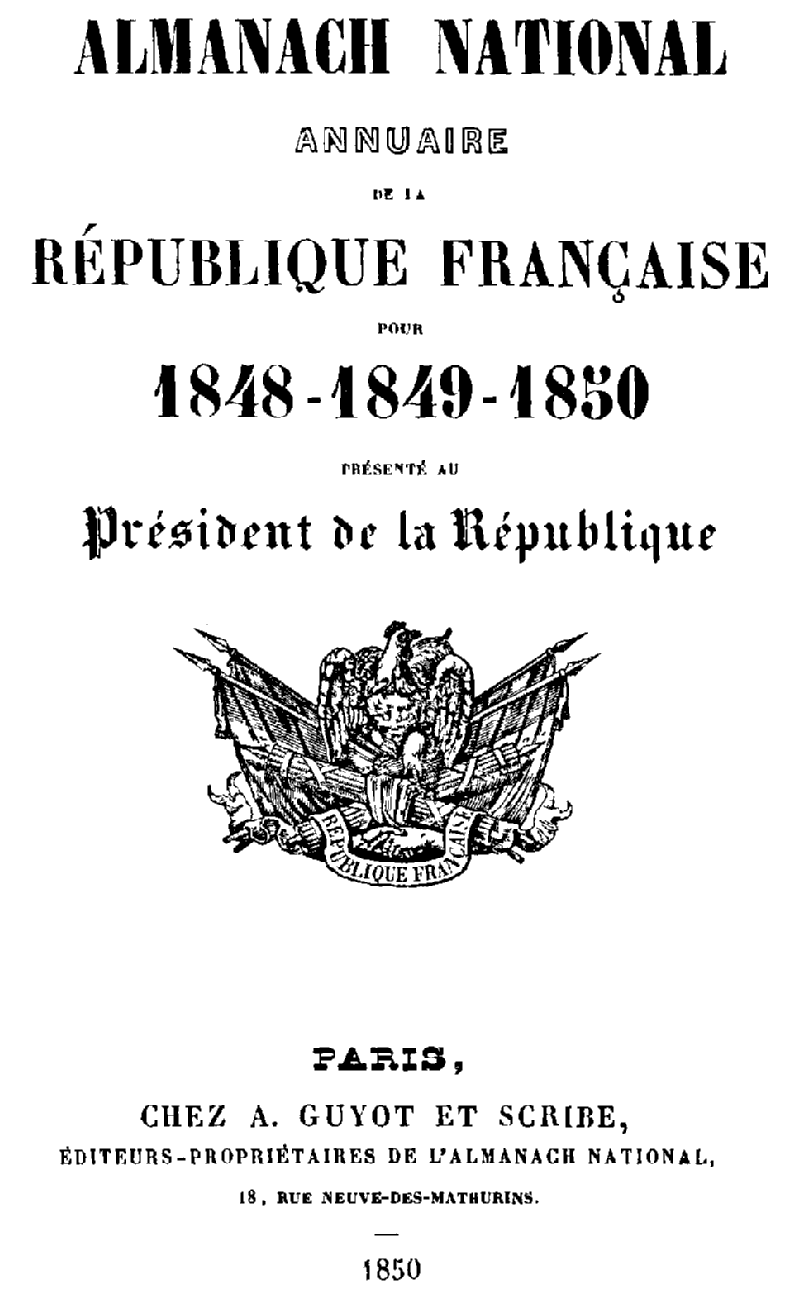
Abuso de efectos tipográficos, 1850

La calidad de la tirada mejora significativamente cuando Laurent d'Houry se convierte en impresor. Multiplica las cintas de banda y los cabezales para decorar los títulos y los extremos de las secciones. Sin embargo, el Almanaque sigue siendo muy pobre en grabados porque la imagen no es su objetivo. Los únicos que el lector podrá encontrar son los diagramas que explican las oposiciones de los planetas y los eclipses, presentes cada año, y el mapa de los departamentos de Francia de las ediciones de 1791 y 1792.
A pesar del corto tiempo de preparación del libro, el impresor puso mucho cuidado en la presentación y utilizó, según el caso, numerosas variaciones en el tamaño y la forma de los caracteres para facilitar la lectura de largas listas, caracteres especiales para resaltar ciertas líneas, composiciones en tablas o columnas y agrupaciones en corchetes.
Es Le Breton, nieto de Laurent d'Houry, quien más aporta al libro. Aumenta y reestructura enormemente el Almanaque, y también mejora su presentación para preservar la legibilidad. Se añaden numerosas notas para orientar al lector y ayudarle a comprender el funcionamiento de ciertos órganos administrativos.
Los modernos Almanaques del siglo XIX aprovechan el progreso técnico. Se modernizó el diseño de los tipos de letra y se multiplicó, a veces en exceso, el uso de la clasificación tipográfica con gráficos variados: por ejemplo, hay por lo menos 7 tipos en 11 fuentes diferentes en la portada del Almanaque Nacional de 1850 impreso por Guyot y Scribe.
Los anuncios, ancestros de la publicidad, fueron introducidos por el editor Berger-Levrault a finales del siglo XIX.

### Puesta a punto

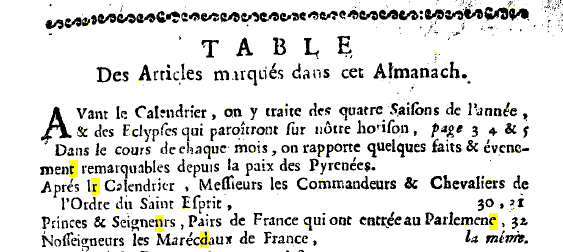
Erratas en el índice, 1706.

La fecha límite para enviar la información al editor son «los primeros diez días de octubre (o noviembre)». Los cambios de última hora se incorporan en una fe de erratas al final del libro. Cuando son demasiado importantes, pueden incluso retrasar la publicación. A finales de diciembre, se envía una prueba a la administración para la aprobación del contenido. Esta aprobación es necesaria antes de que la publicación se ponga a la venta.
Por lo tanto, solamente hay uno o dos meses para integrar la información del año en el texto de la edición anterior y para componer todas las páginas antes de presentar el libro para su aprobación. La etapa de corrección de pruebas, al menos para la prueba de 1706, no se hizo con mucho cuidado, como se puede ver por las muchas erratas que salpican el índice presentado en la fotografía de la derecha.
Una vez obtenido el acuerdo administrativo, se inserta al final del libro, se grapa o se encuaderna el Almanaque y se distribuye a los clientes al final del año.

### Impresión
Los primeros almanaques no fueron impresos por Laurent d'Houry. El Almanaque de 1706 fue impreso por Jacques Vincent, situado en la rue de la Huchette, bajo el signo de l'Ange. El 15 de noviembre de 1712, Laurent d'Houry se convirtió en impresor y comenzó inmediatamente a editar su obra. Entonces, todos los almanaques eran impresos por su editor.

#### Tirada
No hay ninguna fuente que detalle los ejemplares puestos en circulación del Almanaque. Las únicas cifras disponibles son las anualidades generadas por las ventas.
En 1782, Mercier indica una anualidad de más de 40 000 francos. Diderot, en su mismo tiempo, dio el número de 300 00 libras.
Alrededor de 1820, en la época de los juicios de las viudas Debure y Testu, los ingresos del Almanaque se estimaban entre 25/30 000 francos. En 1834 otro almanaque, el Almanaque de Francia, especifica que su precio de costo es de 35 céntimos, por un precio de venta de 50 céntimos.
Los libreros compran el libro en 38 céntimos para revenderlo al precio sugerido de 50 céntimos. El editor gana así 3 céntimos por libro vendido, el librero gana 12 —menos los gastos de envío, a su cargo—. Si se considera —arbitrariamente— que uno de cada cuatro almanaques se vende directamente en la «librería Testu» —a un precio de 10 francos 50—, y el resto se vende a través de intermediarios, podemos calcular a prorrata que, para generar un ingreso anual de 30,000 francos, Testu debe vender aproximadamente 25 000 ejemplares
A falta de información más precisa, solamente se puede estimar aproximadamente en 15 000 el número de copias vendidas por año entre el final del siglo XVIII y el comienzo del siglo XIX.

#### Encuadernación

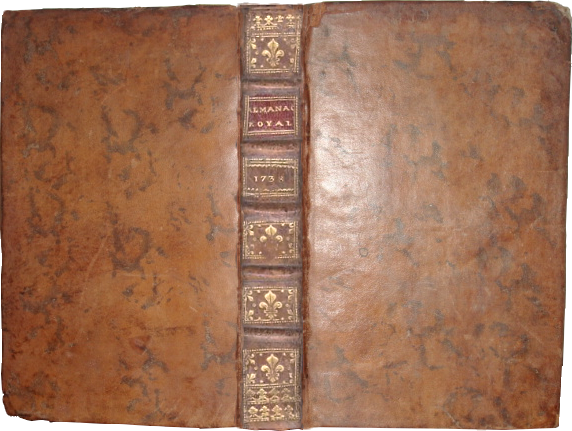
Encuadernación
del impresor,
Almanaque de 1738.

El Almanaque se vende grapado o encuadernado por la imprenta. La versión en rústica permite al comprador tener su libro encuadernado como desee, y así es posible encontrar obras con encuadernaciones muy elaboradas, con encajes, blasones familiares, realzados con muchos colores o dorados.
La versión encuadernada suministrada por la imprenta solía ser en una encuadernación en cuero de becerro o tafilete, con flores de lis en las cajas de la columna vertebral. Con la revolución, las flores de lis fueron reemplazadas por los gorros frigios con escarapelas.

#### Distribución
El Almanaque se encontraba normalmente en la librería-impresora, pero también se podía encontrar en las provincias en otras librerías que actuaban como intermediarias, por ejemplo en 1816 en Pesche, librería en Le Mans, o por correspondencia a través de la Sorbona como lo hizo Voltaire.

### Lectores
El Almanaque gozaba de un interés muy amplio por la cantidad de temas que trata sobre la organización de la administración francesa. En 1785, Mathieu-François Pidansat de Mairobert escribió que «el Almanaque real está en manos de todos; está en casa de los príncipes, en el escritorio del rey; los ministros de relaciones exteriores se proveen de él». Louis-Sébastien Mercier explica en 1782 en el Tableau de Paris, que «Los que se han lanzado a los caminos de la ambición, estudian el Almanaque Real con seria atención», añade que «...más de una bella consulta el Almanaque Real, para ver si su amante es un teniente o un brigadier,...», que «todo el mundo compra este almanaque para saber exactamente a qué atenerse», y finalmente, que «incluso Fontenelle dice que es el libro que contiene más verdades».
Algunos refranes toman el Almanaque real como referencia. Según Jean-François de La Harpe, «el único libro que se lee para hacer fortuna es el Almanaque real», Jean-Joseph Regnault-Warin utilizó la expresión «poseer la memoria de un Almanaque real», o las Mémoires de l’Académie des colporteurs, explican que «basta con leer el Almanaque para aprender».
A los ojos de la justicia, el libro puede servir de elemento de comparación: durante una investigación policial en 1824, un acusado se defendió explicando que el volumen de documentos con lo que se le acusaba «podía ser igual al de un Almanaque real o un almanaque comercial encuadernado».
Si bien se requería un cierto nivel de recursos para adquirir esta obra, la clientela se extendía más allá del mundo financiero y político.

### Competidores
El Almanaque real ha estado en competencia con varias publicaciones periódicas desde su creación.
- L'État de la France

El Almanaque real es distinto del L'État de la France que, como su título indica, da el estado de la familia real, las instituciones y los funcionarios del reino. Su primera publicación parece haber sido hecha en 1619 y duró hasta mediados del siglo XVIII. En la edición de 1736 de L'État de la France se afirma que se trataba de un «periódico cuya renovación de tiempo en tiempo es solicitada por el público», y que no se publicó hasta 1699, 1702, 1708, 1712, 1718 y 1727. Las últimas ediciones de 1727 y 1736 comprenden cinco volúmenes de más de 500 páginas cada uno. Los cargos reales se describen con gran detalle.
- L'Almanach de la Cour

L'Almanach de la Cour de Colombat, que no ha podido seguir desde 1717. De hecho, los bibliógrafos consideran que el Almanaque real es uno de los «más antiguos y útiles». Describe esencialmente la corte real y las instituciones parisinas, las otras grandes ciudades también tienen sus almanaques, como el de la ciudad de Lyon, que es igual de voluminoso.
Sin embargo, L'Almanach de la Cour estaba considerado como una obra de referencia. En 1780, un aviso de un librero llamado Desnos fue insertado al final de la Gazette des tribunaux, ofreciendo por 8 libras a «estadistas, hombres de letras, & en general a todas las personas que están al servicio del rey (...) el Almanaque real, el Calendrier de la Cour, conocido como Colombat, las Etrennes-Mignones y el État Militaire, los cuatro encuadernados juntos, con tabletas y pluma para escribir, que constituye el cierre» (de la oferta): el Almanaque real es el primero de la colección.
- Le Calendrier de la Cour

A partir de 1717, Le Calendrier de la Cour ya no podía evolucionar, sus encabezamientos se limitaban a una efeméride de movimientos celestes (más de 30 años) aumentados por tablas astronómicas con el estado del cielo, y el Le Calendrier de la Cour para la familia y la casa real, las listas de consejos, los departamentos de los secretarios de estado y finanzas, los nacimientos y muertes de reyes, reinas, príncipes y princesas de Europa, los caballeros de las distintas órdenes, los arzobispos y obispos del reino y los cardenales del Sacré Collège. Es esencialmente buscado por sus efemérides de movimientos celestes y las tablas de eventos astronómicos.
- L'Almanach du Commerce

L'Almanach du Commerce, publicado por Sébastien Bottin en el siglo XVIII, contiene, además de las direcciones de las empresas parisinas, muchas estadísticas útiles para los financieros. Es un complemento del Almanaque real que únicamente concierne a la administración francesa.

## Ejemplos de informaciones delAlmanaque real

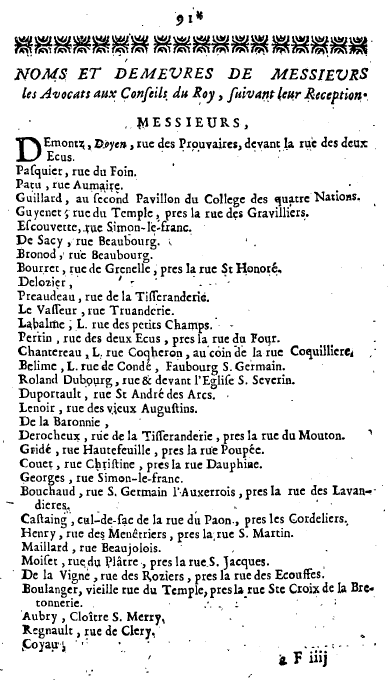
Ejemplo de una página del Almanaque real de 1720.

Además de los detalles sobre la organización de la administración del Estado francés y las personas que ocupaban cargos, en los almanaques se tratan muchos otros temas, por ejemplo en el siglo XVIII:

### Coste de la construcción en París
Esta sección solamente se encuentra en los almanaques de principios del siglo XVIII, y fue interrumpida poco antes de 1726.
Contiene precios de albañilería, carpintería y ebanistería, techado, cerrajería, pintura y vidriería, que se solían hacer en París, por ejemplo:

Paredes de pozo circulares, con bases de piedra labrada apretadas en el fondo, exceso de escombros acolchados de 18 pulgadas de espesor, a 22 libras por metro cuadrado, y más en proporción a la profundidad del pozo, u otras dificultades que se puedieran encontrar.

Con estos datos, el historiador es capaz de cuantificar completamente la construcción de un edificio parisino en ese momento.

### Ceremonias oficiales
El Almanaque explica algunas de las ceremonias oficiales con gran detalle:
- ceremonia anual de apertura del Palacio de Justicia de París

La entrada del Parlamento se realiza el día después de la fiesta de San Martín, 12 de noviembre, día en el que los Messieurs les Présidents en Robes rouges obtienen su «mortier», y los Messieurs les Conseillers en Robes rouges, después de haber asistido a la misa solemne que suele decir un obispo en la Gran Sala del Palacio, reciben los discursos de los Abogados y Fiscales. El primer presidente hace una arenga ese día para agradecer a quien celebró la misa, a la que responde el celebrante con otra arenga.

- procesión de la Antigua Universidad de París, cuya descripción toma tres páginas del Almanaque[z]

El Rector de la Universidad al final de su mandato, que regularmente dura tres meses, inicia una Procesión General en la que está presente todo el Cuerpo. Es una ceremonia que merece ser vista. Awquí marcaremos el rango que ostentan los Doctores de las cuatro Facultades, que componen la Universidad; junto con los Bachilleres de estas Facultades, con las Ordenes Religiosas. La procesión parte de la Iglesia de los Religiosos Trinitarios, es decir, «Maturins».(…) La procesión está cerrada por los libreros, los papeleros, los encuadernadores, los pergaminos, los iluminadores, los escritores, jurados de la universidad.

La descripción detallada de las ceremonias se detiene en medio del siglo XVIII para hacer espacio a un directorio cada vez integral. Luego se hace una referencia al final del trabajo hacia «guías para todo tipo de Ceremonias que se observarán en la recepción de cualquier Cargo o Uso en la Nobleza de toga o en la Espada».

### Transportes
El transporte de personas se realiza en coche de caballos, carroza, carreta y otras diligencias. El Almanaque contiene los horarios y tarifas de las principales rutas.
En 1715, un viajero que deseaba ir de París a Caen tenía que ir a la calle Saint-Denis el lunes a las seis de la mañana. Habrá «enviado sus rebaños el día anterior temprano». Quince años más tarde, la hora de salida se adelantó a las 5 a. m. en verano y, a partir de 1750, la salida fue a las 5 a. m. todo el año. En 1780, se programaron dos salidas los martes y viernes a las 23:30 horas y el viaje duró dos días. Una carreta más lenta salió el domingo al mediodía e hizo el viaje en cuatro días y medio en verano y cinco días en invierno. En 1790, el transporte era ahora proporcionado por el Servicio General de las diligenciasy los servicios de mensajería reales de Francia. Tres diligencias hacían el servicio los martes, jueves y domingos y la carreta los domingos. La salida se hace ahora desde la calle Notre-Dame-des-Victoires.
Las tasas se indican raramente pero en 1725 y 1761 eran de 18 libras por persona. Aumentó a 21 libras en 1770 para llegar a 42 libras en 1790 —afortunadamente para el viajero, se especifica que el «bolso de noche que pesa 10 libras» es «gratis»—.

### Compagnie des gardes des Pompes du Roy
En 1716, el rey nombró a François Dumouriez du Perrier como director general de bombas públicas para remediar los incendios, sin que el público tuviera que pagar nada. En 1722, creó la Compagnie des Gardes des Pompes du Roy, bajo la misma dirección. Esta compañía se convertiría más tarde en la Brigada de Bomberos de París.
El Almanaque real de 1719 enumera estas bombas y sus guardias y subguardias. Entonces se sabe que una brigada está formada por cuatro guardias y otros cuatro subguardias que se encargan del mantenimiento del material depositado en cada distrito. Lo que se convertiría tres años más tarde en la Compagnie des Gardes des Pompes du Roy tenía en ese momento 41 personas y 17 bombas distribuidas en grupos de 8 hombres y 4 o 3 bombas en el Ayuntamiento de París, el Convento de los Grandes Agustinos, el Convento de las Carmelitas en la place Maubert, el Convento de la Misericordia y los Petits Pères en la place des Victoires, además de una bomba en el director general de Bombas, rue Mazarine. Con la excepción de Dumouriez, los encargados de las bombas no son profesionales del fuego sino zapateros, carpinteros, cerrajeros, etc.

## Consideraciones bibliográficas

### Disponibilidad
Los Almanaques se encuentran regularmente en las subastas y en las librerías de antigüedades. Debido a su importancia documental y al hecho de que hay algunas copias muy finas, estas obras son particularmente buscadas por historiadores, escritores, aficionados y bibliófilos.
Los volúmenes de la primera serie del siglo XVII suelen superar varios miles de euros, los demás se venden generalmente por unas pocas docenas a quinientos euros, a veces más, según su rareza, su estado y la calidad de la encuadernación. Poco más de la mitad de ellos se pueden descargar gratuitamente en Gallica —(lista de volúmenes disponibles— o de Google Books.